# Робартс, Ричард
Ри́чард Ро́бартс (англ. Richard Robarts, 22 сентября 1944 года, Бикнакр, Эссекс) — британский автогонщик, пилот Формулы-1.

## Биография
В 1969 году дебютировал в Формуле-Форд, в 1973 году перешёл в Формулу-3. В 1974 году стал пилотом команды Brabham, выступавшей в чемпионате мира «Формулы-1», но после трёх гонок его заменили на обладавшего большим спонсорским бюджетом Рикки фон Опеля. В середине того же сезона Робартс был заявлен за Williams на Гран-при Швеции, но по ходу этапа был также заменён на Тома Белсо. В 1976 году участвовал в европейском чемпионате Формулы-2, в большинстве гонок которого не прошёл квалификацию.

## Результаты гонок в Формуле-1
| Легенда к таблице |                                                                    |
| --- | ------------------------------------------------------------------ |
| В таблице перечислены результаты всех Гран-при Формулы-1, в которых принимал участие гонщик. Строками таблицы являются сезоны, столбцами — этапы чемпионата мира. В каждой клетке указаны сокращённое название этапа и результат, дополнительно обозначенный цветом. Расшифровка обозначений и цветов представлена в нижеследующей таблице. |                                                                    |
| \| Пример \| Описание \| \| ------------ \| ------------------------------------------------------------------ \| \| 1 \| Победитель \| \| 2 \| Второе место \| \| 3 \| Третье место \| \| 5 \| Финишировал, заработав очки \| \| Сход \| Не финишировал, но при этом заработал очки \| \| 12 \| Финишировал, не получив очков \| \| НКЛ \| Финишировал, но не попал в финальную классификацию \| \| 15 \| Участвовал вне зачёта, либо по отдельной классификации \| \| 18 \| Не финишировал, но попал в финальную классификацию \| \| Сход \| Не финишировал \| \| НКВ \| Не прошёл квалификацию \| \| НПКВ \| Не прошёл предквалификацию \| \| ДСК \| Дисквалифицирован \| \| ИСК \| Исключён из протокола соревнований \| \| ТТ \| Заявлен для участия только в тренировках \| \| НС \| Участвовал в квалификации, но не стартовал в гонке \| \| Т \| Травмирован или болен \| \| ОТК \| Отказ от участия \| \| НТР \| Прибыл на соревнования, но на трассу не выезжал \| \| НПР \| Был заявлен в числе участников, но не прибыл к началу соревнований \| \| О \| Соревнования отменены \| \| \| Не участвовал \| \| Поул-позиция \| \| \| Быстрый круг \| \| |                                                                    |
| Пример | Описание                                                           |
| 1 | Победитель                                                         |
| 2 | Второе место                                                       |
| 3 | Третье место                                                       |
| 5 | Финишировал, заработав очки                                        |
| Сход | Не финишировал, но при этом заработал очки                         |
| 12 | Финишировал, не получив очков                                      |
| НКЛ | Финишировал, но не попал в финальную классификацию                 |
| 15 | Участвовал вне зачёта, либо по отдельной классификации             |
| 18 | Не финишировал, но попал в финальную классификацию                 |
| Сход | Не финишировал                                                     |
| НКВ | Не прошёл квалификацию                                             |
| НПКВ | Не прошёл предквалификацию                                         |
| ДСК | Дисквалифицирован                                                  |
| ИСК | Исключён из протокола соревнований                                 |
| ТТ | Заявлен для участия только в тренировках                           |
| НС | Участвовал в квалификации, но не стартовал в гонке                 |
| Т | Травмирован или болен                                              |
| ОТК | Отказ от участия                                                   |
| НТР | Прибыл на соревнования, но на трассу не выезжал                    |
| НПР | Был заявлен в числе участников, но не прибыл к началу соревнований |
| О | Соревнования отменены                                              |
| | Не участвовал                                                      |
| Поул-позиция |                                                                    |
| Быстрый круг |                                                                    |

| Год  | Команда  | Шасси         | Двигатель | 1        | 2      | 3      | 4   | 5   | 6   | 7      | 8   | 9   | 10  | 11  | 12  | 13  | 14  | 15  | Место | Очки |
| ---- | -------- | ------------- | --------- | -------- | ------ | ------ | --- | --- | --- | ------ | --- | --- | --- | --- | --- | --- | --- | --- | ----- | ---- |
| 1974 | Brabham  | Brabham BT44  | Cosworth  | АРГ Сход | БРА 15 | ЮАР 17 |     |     |     |        |     |     |     |     |     |     |     |     | -     | 0    |
| 1974 | Williams | Williams FW02 | Cosworth  |          |        |        | ИСП | БЕЛ | МОН | ШВЕ НС | НИД | ФРА | ВЕЛ | ГЕР | АВТ | ИТА | КАН | США | -     | 0    |